# 岩崎洋一
岩崎 洋一（いわさき よういち、1941年9月12日 - 2023年2月2日）は、日本の物理学者。筑波大学学長（第7代）、同名誉教授。専門は素粒子物理学。専用並列計算機QCDPAX、CP-PACSの開発を主導した。学位は理学博士（東京大学・1969年）。

## 略歴
東京都出身。1964年に東京大学理学部物理学科を卒業し、1969年に同大学博士課程を修了。理学博士（東京大学・1969年）。ニューヨーク市立大学研究員を経て1975年より筑波大学に奉職し、1998年から同副学長、2004年から同学長を務める。2010年より高エネルギー加速器研究機構監事を務める。
1994年には「格子量子色力学の大規模数値シミュレーションによる研究」によって宇川彰・大川正典・福来正孝とともに仁科記念賞（仁科記念財団）を受賞。2017年4月、瑞宝重光章を受章。
文部科学省「科学技術・学術審議会人材委員会」や「政策評価に関する有識者会議」で委員を、筑波研究学園都市交流協議会では会長を務めた。

## 年譜
- 1941年 - 東京都で出生
- 1964年 - 東京大学理学部卒業
- 1975年 - 筑波大学物理学系（講師・助教授・教授）
- 2004年 - 筑波大学学長（第7代）
- 2010年 - 高エネルギー加速器研究機構（KEK）監事
- 2023年 - 死去